# 新庄直詮
新庄 直詮（しんじょう なおのり）は、江戸時代前期から中期にかけての大名。常陸国麻生藩7代藩主。官位は従五位下・主殿頭。

## 生涯
寛文5年（1665年）、第4代および第6代藩主である新庄直時の長男として生まれる。
延宝5年（1677年）、父の死去により家督を継いで第7代藩主となる。天和元年（1681年）、上野沼田藩主・真田信利の改易・沼田城の没収に立ち会って、沼田城破却を務めた。元禄11年（1698年）、江戸屋敷類焼で家臣の借り上げ、倹約を行なっている。
元禄15年（1702年）、増山正弥の旧城である常陸国下館城の請け取りを行なった。宝永5年（1708年）に死去した。享年43。跡を五男・直祐が継いだ。

## 系譜
父母
- 新庄直時（父）
- 新庄直好の娘（母）

正室
- 松平重栄の長女

側室
- 小牧氏

子女
- 新庄直祐（五男）
- 松平直員[1]（六男）生母は小牧氏（側室）
- 京極高周[2]（十二男）
- 松平親純（十三男）生母は正室
- 松浦信尹
- 新庄孝寛
- 新庄直矢
- 関長張正室